# 納薩帕爾科山
17°06′57″S 70°15′45″W / 17.11583°S 70.26250°W

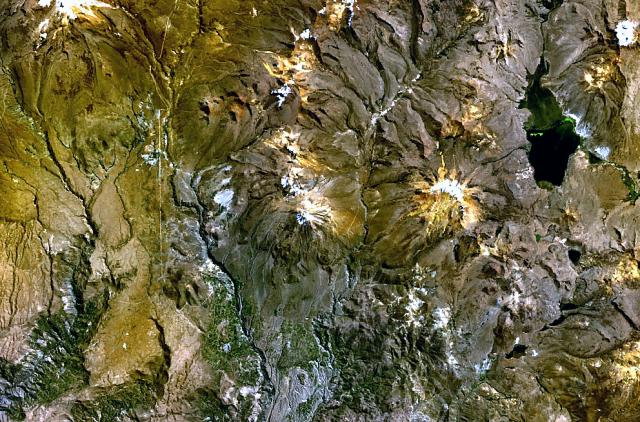

納薩帕爾科山（Nasa Parqu），是秘魯的山峰，位於該國南部塔克納大區，由坎達拉韋省的坎達拉韋區負責管轄，屬於安地斯山脈的一部分，海拔高度4,939米。